# Ain't It Fun (canção de Paramore)
"Ain't It Fun" é uma canção da banda estadunidense de rock alternativo Paramore, lançado como quarto e último single de seu quarto álbum de estúdio autointitulado Paramore (2013). Produzida pelo musicista Justin Meldal-Johnsen, a canção foi gravada em Los Angeles. Seu desenvolvimento começou com um loop de teclado gravado pelo guitarrista Taylor York. Instrumentos como xilofone e o baixo foram posteriormente incluídos, juntamente com seis membros de um coro gospel. York e a vocalista da banda, Hayley Williams escreveram a canção com base em sua experiência de mudança de vida em suas atitudes.
A canção foi bem recebida pelos críticos de música, onde saudaram a sua diversidade musical. Foi enviada para as rádios mainstream dos Estados Unidos e Itália; um vinil de 12 polegadas para o single foi lançado para a Record Store Day de 2014. A canção se tornou o single mais bem sucedido da banda nos EUA, atingindo o top 10 na Billboard Hot 100 e recebendo uma certificação de platina tripla pela RIAA por vender mais de três milhões de unidades. Em outros mercados, a canção obteve resultados comerciais moderados, atingindo o top 40 das tabelas musicais da Austrália, Canadá e Venezuela. Em 8 de fevereiro de 2015, a canção venceu um Grammy Award de Melhor Canção de Rock na 57ª cerimônia, se tornando o primeiro Grammy da banda, e fazendo de Williams a primeira mulher a vencer na categoria desde Alanis Morissette em 1999.
"Ain't It Fun" foi apresentada em diversos programas televisivos, incluindo The Voice, Late Night with Seth Meyers e American Idol, e foi também inclusa na digressão da banda The Self-Titled Tour (2013–15). Depois do vídeo musical original dirigido por Jonathan Desbiens ser cancelado, um segundo foi dirigido por Sophia Peer. Esse último foi lançado em janeiro de 2014, documenta a banda quebrando uma série de recordes mundiais.

## Gravação e desenvolvimento

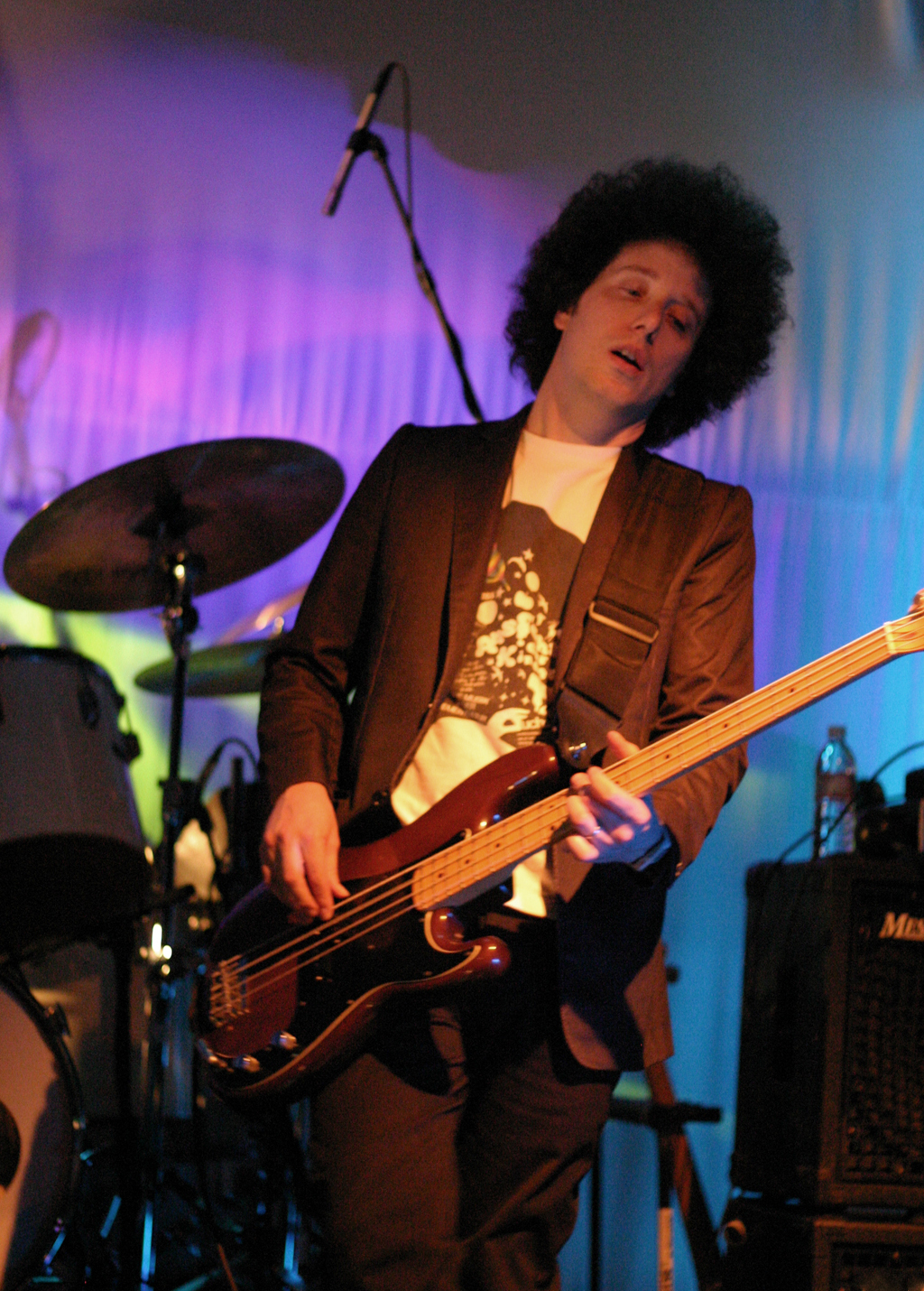
O produtor da canção, Justin Meldal-Johnsen

Sendo a primeira canção finalizada em Los Angeles para o Paramore, "Ain't It Fun" foi produzida pelo musicista Justin Meldal-Johnsen. O desenvolvimento para a canção começou em um quarto de hotel, onde Taylor York tocou um repetidamente um som em seus teclados, no qual Williams comparou com obras de Siouxsie and the Banshees e Paula Abdul. Ao ouvir o som, Hayley Williams propôs que eles deveriam compor em cima disso. Mais tarde, Williams e York começaram a cantarolar imitando vozes de membros de um coro gospel. Seis meses depois, eles gravaram realmente com um coral gospel composto por seis pessoas: Brandon Hampton, Joslyn James, Katherine, Sean Dancy, Talitha Manor e Yolanda Harris-Dancy. Williams, que já é familiarizada com música gospel, ligou a inclusão de um coro na canção à sua infância, na qual ela frequentemente ia às igrejas. Williams afirmou que a canção foi inspirada nas "raízes" da banda, explicando que ela cresceu com músicas dos gêneros "pop, funk e soul".
Jeremy Davis—o baixista da banda—expôs o que sentiu antes da canção ser lançada, "Depois que começamos a escrever coisas estranhas como 'Ain't It Fun', ficamos nervosos. Mas isso acabou sendo um conforto. Nós amadurecemos e não gostamos das mesmas coisas que antes, então por que [nossos fãs] não? Essa ideia que nos impulsionou". York considerou que a decisão de trazer um coro gospel poderia ter sido difícil de aprovar se a formação original da banda tivesse permanecido atualmente. A faixa foi mixada por Ken Andrews e masterizada por Ted Jensen na Sterling Sound Studios.

## Composição e interpretação lírica
Escrita na tonalidade de Mi maior, "Ain't It Fun" contém um ritmo de andamento moderado de 104 batidas por minuto. A canção apresenta instrumentação de um xilofone "feliz" até uma guitarra baixo "lento". Um editor da Corvallis Gazette-Times descreveu a canção com uma melodia "animada" e "propulsiva", enquanto Sean Adams da Drowned in Sound a chama de "contagiante". Apesar de seu gênero principal ser o pop rock, Adams e Rebecca Nicholson do The Guardian consideram a canção como pop mais do que o material prévio da banda. Adams também fez comparação com trabalhos a banda Incubus, enquanto Nicholson afirma, "Parece que Alexander O'Neal acabou de descobrir o catálogo antigo do Refused". Theon Weber da Spin rotulou a canção como "agitada", enquanto a considera do gênero new wave. Escrevendo para o The A.V. Club, Annie Zaleski descreveu a canção como uma mistura de rhythm and blues e pop; Jon Dolan da Rolling Stone a caracterizou como um "soul poderoso". Camerom Adams do News.com.au a considera como uma canção funk rock, enquanto Scott Heisel da Alternative Press a classifica como uma "explosão de new jack swing". Barbara Schultz da Common Sense Media a categorizou como um "arranjo funk de rock alternativo".
O coro gospel aparece pela primeira vez durante a ponte. Fazendo referência ao recurso do coro, David Renshaw da NME comentou que a canção "puxa um Sister Act 2". As cordas vocais de Williams e do coral gospel vão de B3 a C♯5. O desempenho vocal de Williams foi descrito por Chris DeVille do Stereogum como influenciado por Michael Jackson, enquanto Zaleski comparou o estilo vocal da cantora em "Ain't It Fun" como parecido com Mariah Carey. Heisel considerou que a participação do coral ajudou Williams a cantar "alguns de seus vocais mais emocionantes de todos". Joseph R. Atilano do Philippine Daily Inquirer analisou mais detalhadamente o desempenho vocal da artista na canção:
| “ | [...] a vocalista principal Hayley Williams está começando a mostrar mais de seus talentos musicais -de seus cantos leves aos "toques" emocionantes em seu estilo de cantar, particularmente nesta faixa. Essas nuances em sua voz significam para mim que, vocalmente, ela já entrou no auge. Você pode ouvir essas mudanças especificamente nas seções de refrão e pré-refrão em que ela canta com mais confiança. Aqui, a versatilidade de sua voz toma forma e começamos a notar o que ela pode fazer muito mais por trás do microfone. | ” |

A letra da faixa, estruturada em verso-refrão e escrita em narrativa de segunda pessoa, apresenta predominantemente um tom sarcástico. Eles foram inspirados pela decisão de Williams de se mudar de Nashville para Los Angeles. Ela considerou essa ideia depois de se sentir oprimida pela repercussão, em Nashville, após a saída de Josh e Zac Farro do Paramore. Williams disse, "Parti para L. A. como se fosse algum tipo de paraíso ou lugar salvador. Cheguei lá e percebi que meus problemas estavam me acompanhando. Ok, então eu estava tendo seis meses ruins? Deixei isso para trás." A canção foi escrita como uma mensagem a respeito de seu comportamento, para que ela pudesse enfrentar sua decisão. Ela declarou: "Ninguém mais estava dizendo isso para mim, então eu tive que dizer para mim mesma." Thomas Ingham do musicOMH interpretou suas letras como focado num tema "sozinho no mundo", enquanto um jornalista do Corvallis Gazette-Times chamou de "contundente" e escreveu que eles discutem o "amadurecimento". O escritor também acredita que seu tema tornaria a canção uma faixa de destaque nas cerimônias de formatura. Atilano viu um contraste entre a melodia da música e o conteúdo lírico. No entanto, ele notou que sua sonoridade "ensolarada" o tornava "agradável" de ouvir.

## Lançamento e apresentações ao vivo

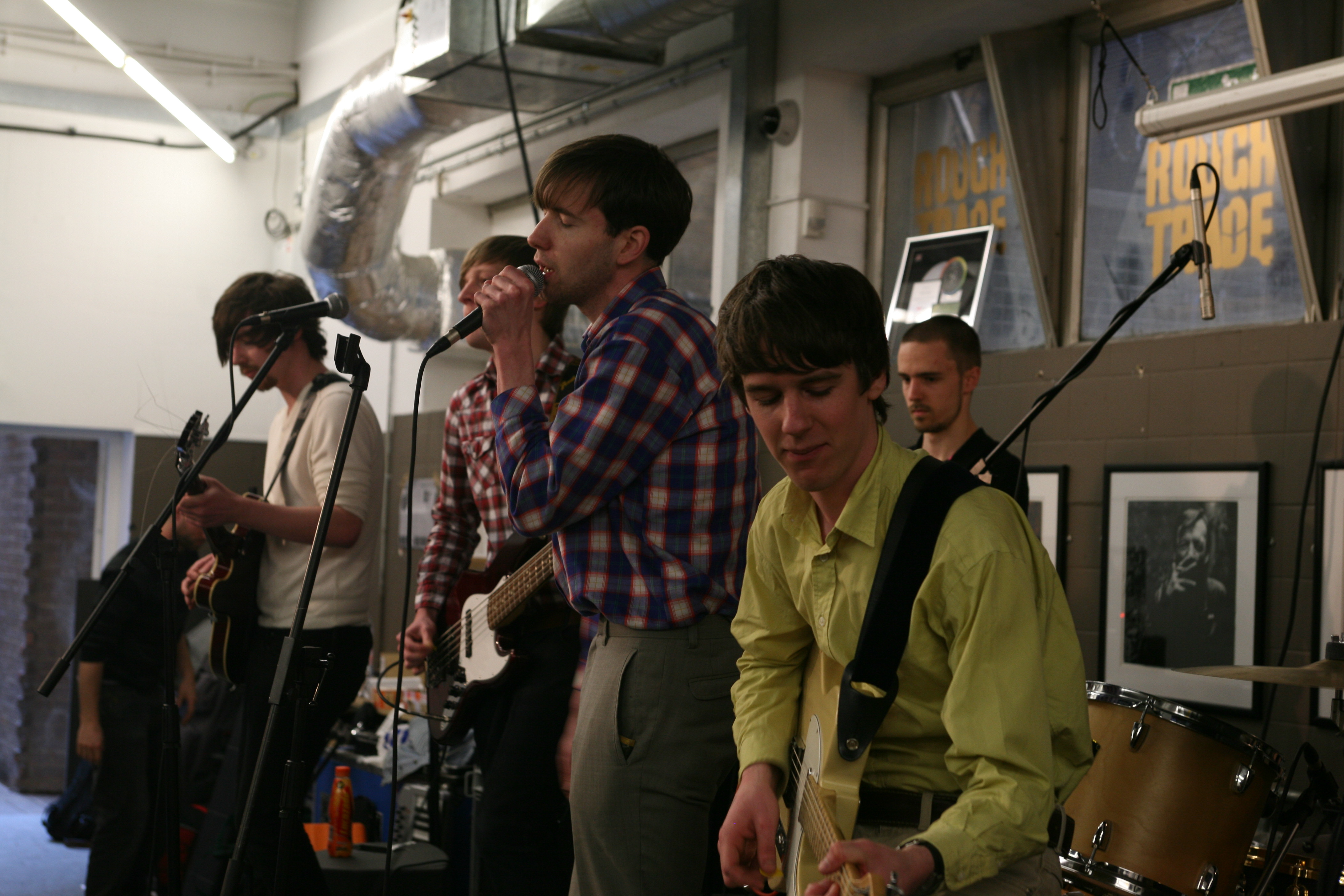
A banda de indie Dutch Uncles remixou "Ain't It Fun" para o lançamento do single em vinil.

"Ain't It Fun" foi emitida com um CD single promocional no Reino Unido em 26 de agosto de 2013. A faixa foi enviada para as estações de rádio mainstream dos Estados Unidos em 4 de fevereiro de 2014, servindo como o quarto single do Paramore. No mês seguinte, foi anunciado que o Paramore iria participar do Record Store Day de 2014 com um lançamento de um single vinil de 12 polegadas para "Ain't It Fun". O disco, desenhado por Williams para parecer um vinil quebrado, foi lançado em 19 de abril. O mesmo contém a canção original, assim como um remix produzido pela banda Dutch Uncles. Na Itália, a canção foi enviada para as rádios contemporâneas em 30 de março de 2014 por intermédio da Atlantic. Em 24 de junho de 2014, a Atlantic lançou um EP contendo a versão editada da canção para as rádios, assim como mais três remixes.
A canção foi incluída no repertório da digressão mundial da banda The Self-Titled Tour. Para a performance da canção, a banda foi acompanhada de um coral gospel, que cantava juntamente com Williams. Jason Lipshutz da Billboard comentou, "Williams continuou evocando o refrão [de 'Ain't It Fun'] parecendo como se ela nunca quisesse que o momento acabasse. E quem poderia culpá-la?" Rachel Bache do The New Zealand Herald afirmou que a faixa "bota todo mundo pra dançar".
A canção teve sua primeira apresentação televisionada no iHeartRadio Jingle Ball de 2013, em que foi selecionada como segunda música no repertório da banda.[a] A banda apresentou a faixa no final da quinta temporada do The Voice, que foi ao ar em 17 de dezembro daquele ano. Em 23 de abril de 2014, eles apresentaram a canção no programa Late Night with Seth Meyers. Em 21 de maio de 2014, a banda performou a canção no final da décima terceira temporada do American Idol. A finalista Jena Irene, que anteriormente havia se apresentado com o single "Decode" da banda, fez parte da apresentação de "Ain't It Fun" cantando o segundo verso sozinha, cantando o refrão e a ponte junto com o Paramore. A banda foi anfitriã do programa Good Morning America em 13 de junho de 2014, no qual também se apresentaram com "Ain't It Fun".

## Análise da crítica
"Ain't It Fun" recebeu aclamação dos críticos musicais. Escrevendo para o Alternative Press,  Scott Heisel sentiu que a canção era um dos "momentos de diversidade que realmente fazem o Paramore brilhar". Brad Wete da Billboard comentou que o instrumental da canção ajudou a passar um status de "canção de rock". Matt Collar do AllMusic notificou a canção como um "clássico imediato". Para o Stereogum, o crítico Chris DeVille opinou que a canção era "esplêndida". Jon Dolan da Rolling Stone comentou que, em "Ain't It Fun", Williams faz a transição para um novo gênero musical no Paramore com uma atitude "eu sobreviverei como uma guerreira". Kyle Anderson da Entertainment Weekly, Brian Mansfield do jornal USA Today e Amanda Koellner da Consequence of Sound selecionaram "Ain't It Fun" como o destaque do álbum. Koellner comentou que "quando a banda dá a cada faixa um pouco mais de espaço para respirar, eles mostram algum crescimento e se divertem fazendo isso". Em sua crítica para o The Arts Desk,  Lisa-Marie Ferla classificou a faixa como um "forte momento" do Paramore.
Melissa Locker da Time descreveu a faixa como tendo um grande potencial para um "hino perfeito de verão". Escrevendo para o Drowned in Sound, Sean Adams brincou que comeria seu modem se a música não chegasse ao topo de "todas as paradas importantes do mundo", se não recebesse um Grammy Award e se não recebesse milhões de visualizações no YouTube. Em contraste, Thomas Ingham do musicOMH criticou a letra, considerando inferior à composição da faixa; Phil Mongredien do The Observer, escreveu que as influências gospel na canção não "favoreceram". Channing Freeman do Sputnikmusic brincou dizendo que os membros anteriores da banda, Josh e Zac Farro, haviam deixado a banda ao ouvir uma demo de "Ain't It Fun". Freeman também descreveu a letra da canção como "ridícula" e desaprovou a inclusão do coro gospel. Tony Clayton-Lea do The Irish Times apelidou a canção de "lamentavelmente genérica".
O website Pitchfork classificou a canção em número 112 em sua lista de melhores canções da década de 2010.

## Desempenho comercial
"Ain't It Fun" estreou na posição de número 96 na tabela Billboard Hot 100 (EUA) na semana de 15 de março de 2014. Em sua quinta semana na tabela, a canção conseguiu atingir o top 40, na posição #34. Com tal feito, Paramore se tornou o primeiro álbum da banda com dois hits top 40 na tabela, depois de "Still Into You" atingir a posição #24. A canção finalmente atingiu o top 10 na semana de 24 de maio de 2014, se tornando o single com melhor desempenho da banda na tabela.. De acordo com a Billboard, esse é o sexto maior sucesso comercial de Williams nos Estados Unidos. Nas outras tabelas musicais complementares da revista, "Ain't It Fun" alcançou posições mais altas —exceto pela posição #23 na tabela Adult Contemporary. Na semana encerrada em 15 de maio, a canção atingiu o topo da tabela Hot Rock Songs, deslocando "Pompeii" do Bastille —que permaneceu na primeira posição por 12 semanas. A canção também atingiu o topo na tabela Adult Top 40, enquanto ficou na segunda posição na Mainstream Top 40, sendo barrada da primeira posição por "Fancy" de Iggy Azalea e Charli XCX. Até junho de 2014, a canção já havia vendido mais de 1 milhão de unidades nos Estados Unidos.
Internacionalmente, a canção obteve um sucesso moderado. Na Austrália, a faixa atingiu a posição de número 41 no ARIA Charts, na semana de 8 de setembro de 2013. Duas semanas depois, atingiu a posição #32, ficando de fora da tabela três semanas depois. "Ain't It Fun" permaneceu oito semanas na tabela do Canadá, onde atingiu a posição #27. Não sendo lançada como single oficial no Reino Unido, a faixa acabou se tornando o segundo pior desempenho no país, atingindo a posição de número 147. Até maio de 2020, "Ain't It Fun" vendeu 291.000 unidades no país, se tornando o oitavo single da banda mais bem vendido comercialmente por lá. A canção atingiu o top 5 na tabela de rock do país. Na Irlanda, a canção atingiu a posição #55 na tabela oficial do país.

## Vídeo musical

### Desenvolvimento e lançamento
"Isso é algo desagradável de acontecer, tanto para o diretor como para o artista. [...] se a banda teve uma experiência ruim no passado, não se transferiu para este vídeo. Hayley, Jeremy e Taylor são totalmente profissionais e fáceis de trabalhar. [...] Eles são realmente ótimos na câmera."

—Sophia Peer sobre o cancelamento do vídeo original e como foi trabalhar com Paramore.
A pré-produção para a primeira versão do vídeo musical de "Ain't It Fun" começou no início de julho de 2013. Alternative Press reportou que Jonathan Desbiens, também conhecido como Jodeb, foi convidado para a direção do vídeo. O vídeo foi gravado no mês de agosto, quando Williams publicou uma foto da banda no set de gravação. No entanto, dois meses depois, a banda fez um anúncio dizendo que o vídeo havia sido cancelado. Williams citou "insatisfação com o resultado da direção do vídeo" como o principal motivo; em seu lugar, um vídeo musical para "Daydreaming" foi filmado.
Um novo vídeo para a canção, dessa vez com a direção de Sophia Peer, foi filmado em 2 de dezembro do mesmo ano em Franklin, Tennessee. Peer revelou que queria que o vídeo "refletisse" a mensagem que a música contém —"você teve que sair de sua zona de conforto e se desafiar mais". Ela começou a pensar em ideias para o visual do vídeo, e conversou com Alexandra Young e com o editor Winston Case, que sugeriram a ela o conceito de quebra de recordes mundiais. Peer então, selecionou 30 recordes para a banda superar, porém, eles reduziram o número devido ao curto comprimento da filmagem. Os registros selecionados foram escolhidos para coincidir com as "diferentes seções da canção" e foram baseados em outros registros já existentes.
Para promover o vídeo, Paramore se associou com RecordSetter, para convencer os fãs a criar seus próprios recordes mundiais. Nenhuma parceria foi estabelecida com Guinness World Records; Peer comentou, "RecordSetter é muito mais inclusivo que o Guiness, portanto, mais rígido. [O diretor executivo], Dan Rollman, é um indivíduo inspirado que se dedicou a ajudar as pessoas a legitimar seus talentos e especialidades. É definitivamente o lugar certo para os fãs do Paramore se juntarem." O vídeo foi lançado em 29 de janeiro de 2014; um outro video contendo os bastidores da gravação foi lançado em 3 de março do mesmo ano.

### Sinopse
O vídeo se inicia com cada membro do Paramore segurando uma guitarra, indo em direção ao lado de uma ponte. Eles começam a quebrar relógios com guitarras na beira da estrada, e uma legenda aparece na tela, anunciando que a banda superou o recorde de quebrar 30 relógios com guitarras —que levou um tempo de 31.33 segundos.[b] A câmera muda para uma sala onde o grupo tenta pegar penas flutuando; Davis supera o recorde de pegar mais penas (18) em 30 segundos. A próxima cena mostra o grupo usando óculos de proteção, em uma sala com paredes brancas, destruindo discos de vinil de várias maneiras —como socar, pisar, quebrar. A banda supera outro recorde, depois de quebrar 58 discos de vinil em um minuto, o maior número de registros quebrados naquela época. Enquanto a banda está destruindo mais discos, York faz um novo recorde, como o indivíduo que gira um disco em seu dedo por menos tempo, sendo esse 32.81 segundos.
Quando a segunda versão do refrão começa, eles vão para um campo aberto onde passam por 10 banners no tempo mais rápido de 9.19 segundos. Rapidamente depois de quebrar seu sexto recorde mundial, Williams quebra seu primeiro recorde individual, o de dar "piruetas usando botas por 20 segundos", dando um total de 7. Os membros da banda se reúnem e começam a andar 9 metros para trás, com os olhos vendados e segurando bichinhos de pelúcia. Essa conquista é feita por York no tempo mais rápido de 6.14 segundos. Para o penúltimo recorde, Davis e York superam o de desembrulhar uma "múmia" em menos tempo; eles desenrolam Williams, que estava coberta de papel higiênico, em 9.75 segundos. Durante a cena de encerramento, Williams, York e Davis estão em um carro conversível, com Williams quebrando o último recorde de gritar por mais tempo enquanto está em um conversível —por 8.48 segundos. O vídeo termina quando é revelado que "Ain't It Fun" detém o recorde mundial de superar o maior número de recordes mundiais —10— quebrados em um vídeo musical.

### Recepção
James Montgomery da MTV comparou o vídeo com o visual de "Still Into You" —o segundo single do Paramore. Ele escreveu, "Esse vídeo foi uma revelação, o início de um novo capítulo ousado para a banda, e [o vídeo de 'Ain't It Fun'] mantém viva essa sequência de vitórias." Montgomery o chamou de "feliz e barulhento, nascido de um conceito brilhante, e uma explosão absoluta para assistir". Nicole James da Fuse supôs que os recordes mundiais foram "adoráveis", e Steff Yotka da Nylon' considerou o vídeo "louco, divertido e estranho" e concluiu que eles "fizeram a experiência de assistir verdadeiramente excelente". No lado crítico, Mish Way da Vice opinou que o conceito do vídeo não se relacionava com o tema da canção, mas declarou Williams com um "charme irresistível".

## Faixas e formatos
- EP de remixes[29]

1. "Ain't It Fun" (Radio edit) — 3:51
2. "Ain't It Fun" (Dutch Uncles remix) — 4:57
3. "Ain't It Fun" (Kye Kye remix) — 4:35
4. "Ain't It Fun" (Smash Mode remix) — 5:25

- Single vinil de 12 polegadas[27]

1. "Ain't It Fun" (Lado A) — 4:56
2. "Ain't It Fun" (Dutch Uncles remix) (Lado B) — 4:57

## Desempenho nas tabelas musicais
| Tabela musical (2013-14)                     | Melhor posição |
| -------------------------------------------- | -------------- |
| Austrália (ARIA)                             | 32             |
| Canadá (Canadian Hot 100)                    | 27             |
| Canadá (Billboard AC)                        | 21             |
| Canadá (Billboard CHR/Top 40)                | 14             |
| Canadá (Billboard Hot AC)                    | 8              |
| Chéquia (Rádio Top 100)                      | 25             |
| Chéquia (Singles Digitál Top 100)            | 51             |
| Eslováquia (Singles Digitál Top 100)         | 61             |
| Estados Unidos (Billboard Hot 100)           | 10             |
| EUA (Billboard Hot Rock & Alternative Songs) | 1              |
| EUA (Billboard Adult Contemporary)           | 11             |
| EUA (Billboard Adult Top 40)                 | 1              |
| EUA (Billboard Mainstream Top 40)            | 2              |
| Hungria (Rádiós Top 40)                      | 4              |
| Irlanda (IRMA)                               | 55             |
| Reino Unido (Official Charts Company)        | 147            |
| Reino Unido (OCC Rock and Metal)             | 3              |
| Venezuela (Record Report Pop/Rock Songs)     | 13             |

| Tabela musical (2014)              | Posição |
| ---------------------------------- | ------- |
| Canadá (Canadian Hot 100)          | 95      |
| Hungria (Rádiós Top 40)            | 46      |
| Estados Unidos (Billboard Hot 100) | 47      |
| EUA (Billboard Hot Rock Songs)     | 7       |
| EUA (Billboard Adult Contemporary) | 24      |
| EUA (Billboard Adult Top 40)       | 11      |
| EUA (Billboard Mainstream Top 40)  | 23      |

| Tabela musical (2010-19)                  | Posição |
| ----------------------------------------- | ------- |
| Estados Unidos (Billboard Hot Rock Songs) | 36      |

## Vendas e certificações
| Região | Certificação | Unidades/vendas |
| --- | ------------ | --------------- |
| Canadá (Music Canada) | Ouro         | 40.000*         |
| Estados Unidos (RIAA) | 3x Platina   | 3.000.000^      |
| Reino Unido (BPI) | Prata        | 200.000‡        |
| *vendas baseadas apenas na certificação ^distribuições baseadas apenas na certificação ‡vendas+valores de streaming baseados apenas na certificação |              |                 |